# ワシントンUFO乱舞事件
ワシントンUFO乱舞事件（ワシントンUFOらんぶじけん）は、1952年7月19日と7月27日にアメリカ合衆国の首都ワシントンD.C.及びその周辺地域で起きたUFO騒動。

## 事件の概要
1952年7月19日から27日にわたって首都ワシントンD.C.上空に68機もの「未確認飛行物体」が現れ大勢の市民の目の前で飛び回るという事件が起きたと言われているが、これは相当尾ひれのついた話であり、実際にUFOの通報があったのは、7月19-20日と、26-27日の二回、数は12個程度である。
7月19日の午後11時40分、ワシントンナショナル空港の管制塔が、不審なレーダーコンタクトを捕捉し、ホワイトハウスや連邦議事堂の上空にあると思われたので、近くのアンドリューズ空軍基地に通報し、不審なレーダーコンタクトが確認された。また、白やオレンジなどの色、尾の有無など細部は異なるものの、空中で異様な動きをする光が、管制官や駐機中の旅客機のパイロットらから6個程度が目撃された。
アメリカ空軍のロッキードF-94Bが飛来する直前に、件のレーダーコンタクトは一斉に消失したが、戦闘機が燃料切れで引き返すとまた現れたため、あたかも無線を傍受して戦闘機を避けたかのように見えたという。翌20日の午前5時30分、レーダーコンタクトは消失したが、新聞で大きく報道され、全米で話題となった。
そして一週間後の7月26日の夜8時頃、ワシントン上空を飛行中の旅客機の複数の乗員が、上下左右に不規則に動き、速度を変化させたり静止したりする「異様な光体」を目撃し、空港のレーダーにもそれらしい反応が現れた。計算上、時速1万キロを超える速度も観察されたが、ソニックブームなどは報告されておらず、さすがにこれは、レーダーが一回転する間に明滅した別々のコンタクトを同一のものと誤認した結果であると考えられる。空軍が調査のために2機のF-94戦闘機を発進させたが、機上レーダーにはそれらしいブリップ（輝点）があったものの、フライトリーダーは何も視認することが出来なかった。
ウイングマンのウイリアム・パターソン中尉は、4つの光体を目撃し、1000フィート以下の低空を飛行中、機体を取り巻くように飛んでいたと述べた。光体は様々な場所に現れ、いずれも戦闘機が到着するとすぐに消滅し、空軍と光体のイタチごっこが続くこととなった。深夜になると、光体はアンドリュース無線塔の上空に出現し、「オレンジ色に輝く巨大な球体」を通信員たちが目撃した。
バージニア州ニューポートニュースの人々は「互い違いに色を発して回転し、まぶしく光る物体」の目撃を報告したが、夜明けとともにレーダーコンタクトも消えた。この日の事件も大きく報道され、全米で話題になった。

## 記者会見と公式見解
ペンタゴンにはこの件で問い合わせが殺到し回線はパンク状態になった。ただし、新聞記事を読んでの連絡も多く、実際にUFOを見て通報した人が多くいたわけではない。空軍は「市民を落ち着かせるために何らかの方策をとる必要」があった。空軍は記者会見を行い、UFOは「逆転層による気象現象」（気温逆転説）であったと説明し、上位（浮上）蜃気楼と呼ばれる現象で、逆転層が地面の光を反射しながら風に乗って移動していたという説が考えられる。また、こうした逆転層はレーダーにも影響し、気象データも逆転層が発生する条件がそろっていたとした。
実際、出動したパイロットの証言からも「UFO」はハイウェイの上空のかなり低空にあらわれており、風向きに沿って移動していることがわかっている。

## 世界同時多発目撃
その後、アメリカの公式UFO調査（プロジェクト・ブルーブック）の資料により、この時期のUFOの目撃場所はワシントンD.C.に限らず、世界中に渡っていたことが判明したとの主張がある。
ワシントン事件が起こる1時間前には、沖縄の米軍基地にて4人の空軍関係者が、「球状」で「急激に飛行コースを変える」未確認飛行物体を目撃した。ワシントン事件が起こった数十分後には、モンタナ州のグレートウォールズの空軍基地で、5機の飛行物体が超高速で飛行したという報告がされた。
その数分後、次はニューメキシコ州のホロマン空軍基地で、高速で動く3機の発光体が複数の技術者や将校たちにより目撃された（この基地では近くで観測用気球も打ち上げられていたが、後の調査で気球による誤認ではないことが判明した）。物体は金属的な質感をしており、超高速で急激に進路を変えたという。レーダーに捕捉された時点では高度1万mに滞空しているという結果が出た。気象条件は理想的で、気温逆転現象もここでは起きていなかった。
それから数時間の後に、ニューヨークから出発したパンアメリカン航空92便のパイロットたちが円盤形の飛行物体を目撃していた。その他の例では、モロッコ、カサブランカ、マラケシュ、アルジェリアなどでもUFOが目撃されていた。証言内容は概ね共通のものであった。事件当時、これらのUFO目撃事件とワシントン事件を関連させて調査した者は皆無であった。

## 事件写真
「UFO」らしき光点を背景にした議事堂の写真がよく引き合いに出されるが、写真の議事堂には1952年以降の改修工事の跡があるため、光の点の正体が何であっても本件とは関係ない。また、光点は単なるレンズフレアと思われ、トリミング前の写真も既に判明している。つまり、この事件の「UFO」を捉えた信用できる写真は公式に認知されていない。